# David Waite
Pas d'image ? Cliquez ici

a Compétitions nationales et continentales officielles uniquement.

b Matchs officiels uniquement.
David Waite, né le 30 mai 1951, est un joueur de rugby à XIII international australien évoluant au poste de ailier dans les années 1960 et 1970. Il devient ensuite entraîneur avec succès en Australie puis en Europe.
Formé à Canterbury-Bankstown, David Waite évolue les premières années senior aux Wests de Wollongong en Illawarra Rugby League. Malgré le fait que ce championnat soit secondaire, il est sélectionné en Équipe de Nouvelle-Galles du Sud et en sélection australienne. Il dispute avec cette dernière six rencontres internationales. En club, il rejoint par la suite Cronulla-Sutherland et Western Suburbs en Championnat de Nouvelle-Galles du Sud.
En tant qu'entraîneur, il prend en main dans les années 1990 Newcastle puis St. George devenu en 1999 St. George Illawarra. Avec ce dernier, il atteint à deux reprises la finale de l'Australian Rugby League puis de la nouvelle compétition National Rugby League respectivement en 1996 et 1999. Puis il prend en main l'équipe de Grande-Bretagne de 2001 à 2003. A deux reprises, il est en soutien du club français des Dragons Catalans, une fois en devenant l'entraîneur en 2006 pour pallier le départ de Steve Deakin puis en 2013 en étant adjoint de Laurent Frayssinous.

## Palmarès

### En tant qu'entraîneur
- Collectif : 
  - Finaliste de la National Rugby League : 1999 (St. George Illawarra).
  - Finaliste de l'Australian Rugby League : 1996 (St. George).

- Individuel : 
  - Nommé meilleur entraîneur de l'Australian Rugby League : 1996 (St. George).